# Onthomastax
Onthomastax – wymarły rodzaj owadów z rzędu Miomoptera i rodziny Permosialidae, obejmujący tylko jeden znany gatunek: Onthomastax coprinus.
Rodzaj i gatunek opisane zostały w 2013 roku przez Aleksandra Rasnicyna i Daniła Aristowa. Jedyna znana skamieniałość odnaleziona została w rybim koprolicie, na terenie Udmurcji w Rosji i pochodzi z piętra urżumianu (gwadalup w permie).
Owad ten miał przednie skrzydła długości około 13 mm i szerokości 4,3 mm. Cechowały się one umiarkowanie wypukłą przednią krawędzią i ciemną plamką biegnącą w tylnej części skrzydła ku jego wierzchołkowi. Żyłka subkostalna była długa, zakończona rozwidleniem i wyposażona w krótkie odgałęzienia. Szerokości przestrzeni kostalnej i subkostalnej były zbliżone. Żyłka medialna i przednia kubitalna łączyły się w jednym punkcie; widełki tej pierwszej były krótkie, a tej drugiej bardzo długie. Sektor radialny brał początek mniej więcej w połowie odległości pomiędzy rozwidleniami wspomnianych żyłek i odchodziły od niego co najmniej trzy odnogi. Długa żyłka postkubitalna sięgała prawie do wysokości pierwszego rozwidlenia sektora radialnego.